# Amaze Entertainment
Amaze Entertainment fue un desarrollador de videojuegos estadounidense para varias plataformas de videojuegos, con oficinas centrales localizadas en Kirkland, Washington. Amaze ha adquirido muchos estudios más pequeños, y se anunció el 14 de noviembre de 2006 que Amaze se adquirió a sí mismo por Foundation 9.

## Secundarios, divisiones y afiliados
Los estudios actuales de Amaze Entertainment son:
- Griptonite Games - Kirkland, WA
- The Fizz Factor - Austin, TX
- Amaze Entertainment - Kirkland, WA

Los estudios antiguos son KnowWonder Digital Mediaworks, Adrenium Games, Black Ship Games y Monsoon. 

## Juegos
Amaze Entertainment es generalmente conocido por desarrollar juegos basados en licencias de películas con éxitos de taquilla, incluyendo:
- Star Wars
- El Señor de los Anillos
- Harry Potter
- The Chronicles of Narnia
- Shrek
- Spider-Man
- Lemony Snicket's A Series of Unfortunate Events
- Over the Hedge
- Pirates of the Caribbean
- Eragon
- call of duty

Otras franquicias de medios de comunicación bien conocidas en las que Amaze Entertainment ha trabajado son:
- Spyro the Dragon
- Crash Bandicoot
- Call of Duty
- The Sims
- Bionicle
- Digimon
- Samurai Jack
- WWE Smackdown Vs. Raw 2008